# Hemigrammus filamentosus
Hemigrammus filamentosus é um gênero de peixe, que foi descrito pela primeira vez por Axel Zarske, em 2011. Hemigrammus filamentosus pertence ao gênero Hemigrammus, e à família Characidae.